# Женгялов хац
Женгялов хац (арм. Ժենգյալով հաց; также жангялов хац, жингялов хац) — хлебная лепёшка с начинкой из мелко нарезанной зелени различных растений, традиционное блюдо в кухне армян Нагорного Карабаха. Схож с другими блюдами кавказских народов: кутабом с зеленью, афаром.
Женгялов хац считается визитной карточкой кухни армян Нагорного Карабаха. В 2013 году правительство непризнанной НКР включило женгялов хац в список ценностей нематериального наследия республики. В конце апреля 2015 года в Нагорно-Карабахской Республике состоялся фестиваль «Женгялов хац».

## Приготовление
Пресное тесто раскатывается в тонкую, как бумага, плоскую лепёшку, а затем начиняется смесью из 10—20 сортов различной дикой и садовой мелконарезанной зелени с растительным маслом. Важной характеристикой блюда является правильно составленный букет. Основу начинки должна составлять зелень без резко выраженного вкуса и запаха, например листовой салат, шпинат, лебеда, листья свёклы, мокрица, пастушья сумка (арм. цтыпашар), листья фиалки и подобные травы. Зелени же со специфическим вкусом, как кервель ажурный, крапива, зелёный лук, кислой, как щавель или пряной как морковник должно быть меньше; совсем немного требуется трав, имеющих горьковатый вкус, таких как одуванчик. Кроме того в начинку может входить брынза и поджаренный репчатый лук. Выпекается около 10 минут на раскаленной жаровне, называемой «садж» (арм. սաջ), или же в тонире в течение пары минут. Употребляют это кушанье с пивом, водкой, настойками, таном, вином и т.д. Женгялов хац особенно популярен во время Великого поста.

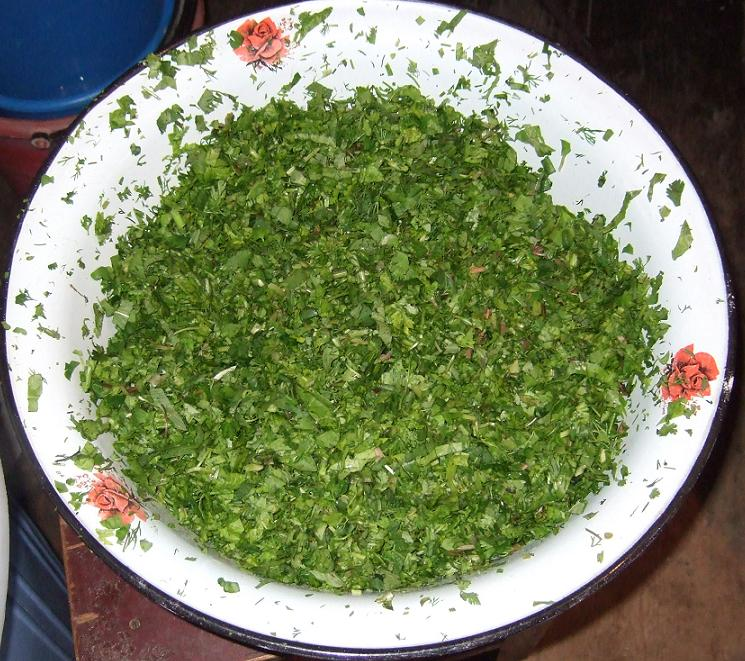
Нарезанная зелень
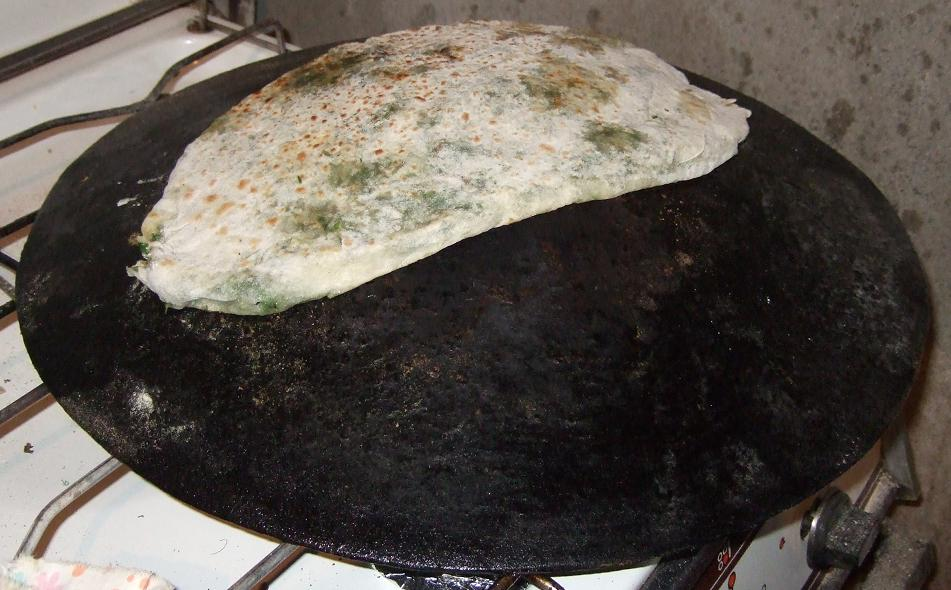
Приготовление женгялова хаца на саджине
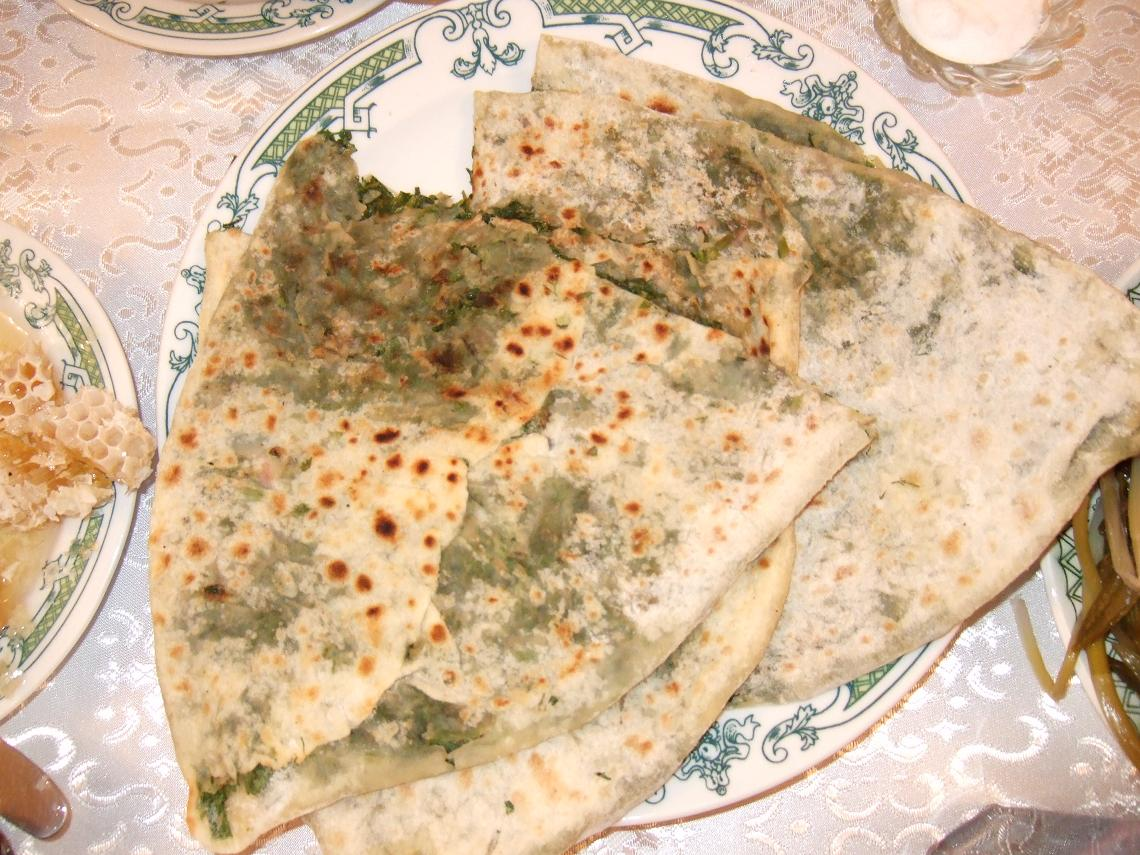
Готовый женгялов хац
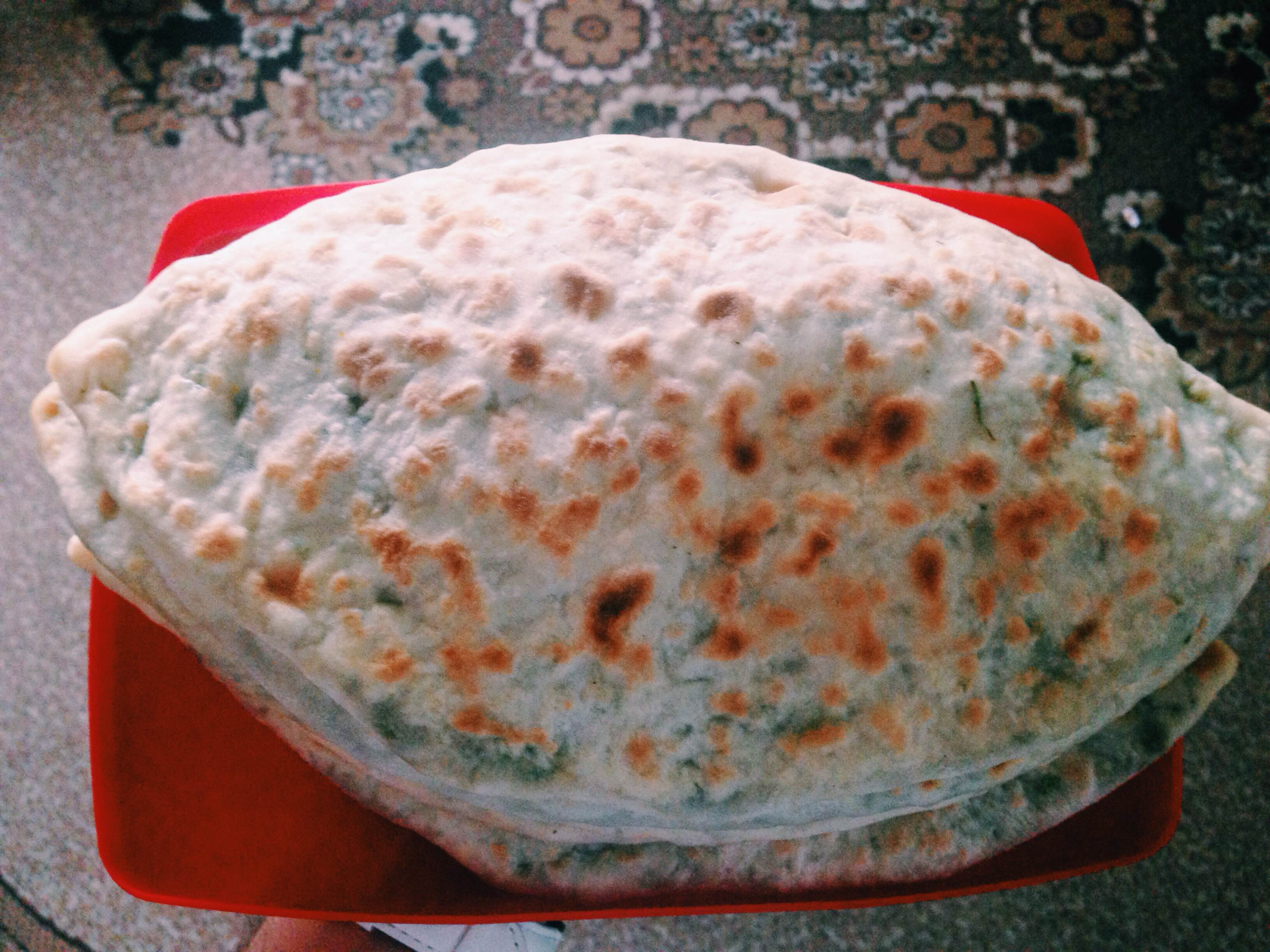
Готовый женгялов хац